# Pirbright Camp
Pirbright Camp är en militäranläggning i Surrey i England. Orten har 2 593 invånare (2001).